# 国際連合安全保障理事会決議141
国際連合安全保障理事会決議141（こくさいれんごうあんぜんほしょうりじかいけつぎ141、英: United Nations Security Council Resolution 141, UNSCR141）は、1960年7月5日に国際連合安全保障理事会で全会一致で採択された決議である。ソマリア共和国（現在のソマリア連邦共和国）の国連加盟申請を検討し、同国の加盟承認を総会に勧告した。